# Edward (książę Geldrii)
Edward (ur. 12 marca 1336 r., zm. 24 sierpnia 1371 r.) – książę Geldrii i hrabia Zutphen od 1361 r.

## Życiorys
Edward był młodszym synem księcia Geldrii Renalda II. Jego matką była druga żona Renalda, Eleonora, córka króla Anglii Edwarda II. Imię otrzymał po swym dziadzie i wuju, królach Anglii. W 1343 r. po śmierci ojca księstwo Geldrii i hrabstwo Zutphen odziedziczył jego starszy brat, Renald III.
W 1350 stanął na czele opozycyjnego wobec brata stronnictwa mieszczańskiego (Bronkhorster) i wspierany przez matkę zaczął kilkuletnie zmagania z bratem i popierającym go stronnictwem szlacheckim (Heeckeren). Zmagania braci trwały ze zmiennym szczęściem kilka lat, wreszcie w 1361 r. Edward pokonał Renalda i objął tron książęcy. Renald został uwięziony na zamku Nijenbeek.
W 1371 r. Edward wsparł swego szwagra księcia Jülich Wilhelma II w walce z księciem Brabancji. Został poważnie ranny w bitwie pod Baesweiler i dwa dni później zmarł. Został pochowany w klasztorze Graefenthal. Nigdy się nie ożenił (w 1368 r. zaręczył się z Katarzyną, córką księcia Bawarii i hrabią Holandii Albrechta I) i nie pozostawił potomków.
Na tron po śmierci Edwarda powrócił na kilka miesięcy starszy brat. Ponieważ i on wkrótce zmarł nie pozostawiwszy potomków, Geldrię odziedziczył (po wojnie, w której naprzeciwko siebie stanęły stronnictwa stające wcześniej po stronie obu braci) siostrzeniec Edwarda i Renalda, syn Marii i księcia Jülich Wilhelma II, Wilhelm.